# Run commands
En el contexto de los sistemas tipo Unix, el término rc significa la frase "run commands" (ejecutar comandos, traducido del inglés). Se utiliza para cualquier archivo que contenga información de inicio para un comando. Se cree que se originó en algún momento de 1965 en una instalación de runcom del Compatible Time-Sharing System del MIT (CTSS).
De Brian Kernighan y Dennis Ritchie:

Había una instalación que ejecutaba un montón de comandos almacenados en un archivo; se llamaba runcom para "ejecutar comandos", y el archivo comenzó a llamarse "una runcom". rc en Unix es un fósil de ese uso.

Tom Van Vleck, un ingeniero de Multics, también ha recordado la extensión rc: "La idea de que el shell de procesamiento de comandos sea un programa esclavo ordinario vino del diseño de Multics, y de un programa predecesor en CTSS de Louis Pouzin llamado RUNCOM, la fuente del sufijo '.rc' en algunos archivos de configuración de Unix".
Este es también el origen del nombre del Plan 9 de Bell Labs de Tom Duff, el shell de rc. Se llama "rc" porque el trabajo principal de un shell es "ejecutar comandos".
Aunque no es históricamente preciso, rc también puede ser ampliado como "control de ejecución", porque un archivo rc controla cómo se ejecuta un programa. Por ejemplo, el editor Vim busca y lee el contenido del archivo .vimrc para determinar su configuración inicial. En El Arte de Programar Unix, Eric S. Raymond se refiere consistentemente a los archivos rc como archivos de "control de ejecución".